# 有殻糸状根足虫
有殻糸状根足虫（testate filose amoeba）とは、殻を持ち、その開口部から糸状仮足を出して運動する単細胞生物の総称である。

## 呼称
有殻糸状根足虫は、「殻を持つアメーバ」という意味では有殻アメーバであるが、現在「有殻アメーバ」という呼称は有殻葉状根足虫類に対して使うのが一般的である。本文中では「有殻アメーバ」の語は、専ら有殻葉状根足虫類を指して用いる。

## 仮足
有殻糸状根足虫類は、有殻アメーバ類のように、殻を持ち、仮足を出して運動する単細胞生物の一群である。ただし、有殻アメーバの仮足が葉状仮足であるのに対し、糸状仮足であるのが大きな相違点である。
普通は壷型などの殻を持ち、殻の口から多数の糸状の仮足を出す。この仮足は、出る始めは幅広いこともあるが、先端は細く伸び、ほぼ真っすぐになっていて、先端は針のように見える。時々分枝するが、先でそれらが再び融合することはない。普通は殻の口を基質に向け、その口から仮足を出し、殻を引きずるようにして移動する。

## 殻
有殻糸状根足虫類の殻は、細胞が分泌したキチン質や珪酸質などからなり、それら分泌物のみから構成されるものと、さらに砂粒や珪藻類の殻といった異物を膠着するものとがある。殻の材質や基本的な形状は有殻アメーバと共通する部分があり、殻の外見のみで両者を区別するのは困難な場合がある。形としては、有殻アメーバに比べて、やや深い壷型、フラスコ状のものが多く、Arcella属（ナベカムリ属）などのような偏平なものは少ない。また、ユーグリファ（ウロコカムリ）などでは珪酸質の鱗片が重なり合って殻が形成されており、特徴的で同定しやすいものとなっている。

## 生態
主として淡水に生息し、水草や落ち葉表面などに見られる。止水中に多く流水中に稀。土壌や泥の中にも見られ、汚泥中に出現するものもある。Paulinella属の一部は海洋にも分布する。
有殻糸状根足虫類のほとんどは従属栄養性で、他の藻類や原生生物、或いはバクテリアを捕食して生活する。唯一、パウリネラ・クロマトフォラ（Paulinella chromatophora）だけは細胞内にシアネレと呼ばれる葉緑体を持っており、光合成を行って独立栄養を営むことが知られている。

## 分類
古くは有殻アメーバ類とともに有殻根足虫亜綱（Testacea）としてまとめられていたが、1960年代頃から糸状仮足を持つものだけを別にして有殻糸状根足虫目（Testaceafilosia）あるいはグロミア目（Gromiida）と呼ばれるようになった。1990年代終盤から盛んに行われた分子系統解析の結果、この生物群は多系統的であり、多くはケルコゾア（或いはその上位群のリザリア）と呼ばれるグループの中に散在することが分かってきた。一方、有殻アメーバ類はアメーボゾアに含まれることが2005年に示されており、従来の仮足の形状による分類の妥当性が支持された結果となっている。
以下に示すのはかつてのグロミア目としての分類表である。このうち珪酸質の殻を持ったユーグリファ類はケルコゾアに属する単系統群と見なされている。グロミア亜目に分類されていた生物のうち、Gromiaだけはリザリアの独立な系統に属し、残りの生物はケルコゾアに属すると考えられているが、詳しい系統関係は明らかになっていない。
グロミア目（有殻糸状根足虫類） Gromiida
- グロミア亜目 Gromiina
  - グロミア科 Gromiidae
    - グロミア属 Gromia

  - クラミドフリス科 Chlamydophryidae
    - Chlamydophrys, Leptochlamydophrys, Eugenia, Lecythium, Rhogostoma, Capsellina, Lageniopsis

  - シュードディフルギア科 Pseudodifflugiidae
    - Pseudodifflugia, Nadinella, Clypeolina, Rhumbleriella, Frenzelina, Diaphoropodon, Plagiophrys, Baileya

  - Volutellidae科
    - Volutella

  - Psammonobiotidae科
    - Microamphora, Amphorellopsis, Micropsammella, Chardezia, Alepiella, Psammonobioticus, Centropyxiella
- ユーグリファ亜目 Euglyphina
  - ユーグリファ科（ウロコカムリ科） Euglyphidae
    - Pareuglypha, Euglypha（ウロコカムリ）, Valkanovia, Tracheleuglypha, Euglyphidion, Corythionopsis, Placosista, Assulina, Sphenoderia, Ampullataria, Heteroglypha

  - Trinematidae科
    - Corythion, Deharvengia, Pileolus, Playfairina, Trinema

  - サイフォデリア科 Cyphoderiidae
    - Corythionella, Cyphoderia, Schaudinnula, Campascus

  - Paulinellidae科
    - Paulinella ：ビンカムリ